# 은혜의 말씀
《은혜의 말씀》은 대한민국의 방송국 기독교방송의 라디오 채널 CBS 표준FM에서 매주 일요일 오후 8시 05분 ~ 오후 8시 30분까지 방송됐던 라디오 프로그램이다.
2015년 CBS 가을개편으로 이 시간에 새롭게 하소서가 편성되어 폐지되었다.

## 담당 목사
- 기쁜소식교회 김영준 목사

## 같이 보기
- CBS 표준FM